# Защита Филидора
Защи́та Филидо́ра — шахматный дебют, начинающийся ходами: 
 1. e2-e4 e7-e5 
 2. Kg1-f3 d7-d6.
Относится к открытым началам.

## История
Дебют назван по имени выдающегося французского шахматиста XVIII века А. Ф. Филидора. В соответствии со своим учением о пешечных фалангах Филидор считал ход 2…Kc6 слабым, так как он препятствует продвижению пешки с поля с7. Сам он связывал ход 2…d6 с продвижением f7-f5. И хотя в дальнейшем этот план был подвергнут сомнению, нашлись, однако, иные пути, которые позволили дебюту выдержать испытание временем. По современным понятиям защита Филидора считается прочным, хотя и несколько пассивным началом. В современной турнирной практике встречается редко.
Из данного дебюта возможно прийти к мату Легаля: 3. Cc4 Сg4 4.Kc3 Kc6 5.Kxe5 C:d1 6.Cxf7+ Kpe7 7.Kd5X

## Основные варианты
- 3.Cf1-c4 — чёрным следует играть 3…Ce7 4.d4 ed 5.K:d4 Kf6 6.Kc3 0-0 7. 0-0 c5 8.Kde2 +=.
- 3.d2-d4 — основное продолжение
  - 3…Kb8-d7 — вариант Хэнема
  - 3…Kg8-f6 — ход А. Нимцовича
  - 3…e5:d4 — вариант со сдачей центра.
  - 3…Cc8-g4? — из-за 4. d4:e5 Cg4:f3 5. Фd1:f3 d6:e5 6. Cf1-c4 с преимуществом белых.

## Упоминание в литературе
- Защита Филидора упоминается в романе Ильфа и Петрова «Двенадцать стульев»:

На третьем ходу выяснилось, что гроссмейстер играет восемнадцать испанских партий. В остальных двенадцати чёрные применили хотя и устаревшую, но довольно верную защиту Филидора. Если б Остап узнал, что он играет такие мудрёные партии и сталкивается с такой испытанной защитой, он крайне бы удивился. Дело в том, что великий комбинатор играл в шахматы второй раз в жизни.